# August Hinrich von Detmers
August Hinrich von Detmers (* 30. April 1730 in Rastede; † 22. Mai 1781 in Rendsburg) war ein deutscher Offizier.

## Leben und Wirken
August Hinrich von Detmers war ein Sohn des Rasteder Amtsmannes Hinrich Detmers (1695–1748) und seiner Frau Sophia Elisabeth Henrichs. Mit einer königlichen Resolution vom 12. Juli 1745 trat er als Werkbaas rèformé (Kadett) in die Dienste des Fortifikationsetats von Holstein. Nach einer Ingenieursausbildung und anschließender Arbeit für den Fortifikationsetat wurde er am 2. April 1766 zum Wirklichen Ingenieurskapitän ernannt.
1774 plante die Regierung den Bau des Schleswig-Holsteinischen Kanals. Auf Befehl arbeitete von Detmers in einer Kommission der Regierung mit, die mehrere mögliche Kanalbauten prüfte. Er und sein Kollege Chr. Friedrich Hermann Peymann (1732–1817) galten dabei als „zween bekannte tüchtige Männer“. Im Mai 1774 wurde er Mitglied der Unterkommission für weitere regionale Planungen und die spätere Bauleitung. Im selben Jahr leitete er mehrere Aufmessungs- und Nivellierarbeiten.
Am 28. Juli 1767 heiratete von Detmers in Meldorf die dort geborene Christina Margrethe Franck (1735–1818), deren Vater Christian Stephan Franck als Kirchspielvogt arbeitete.
Nach Festlegung des Kanalverlaufs beteiligte sich von Detmers an der Ausführung der Bauarbeiten. Am 1. Januar 1777 wurde ihm der Titel des Majors im Ingenieurskorps verliehen. 1779 prüfte er auf Helgoland Möglichkeiten, dort einen Hafen zu bauen und kam dabei zu dem Urteil, dass das nicht möglich sei. Aufgrund einer Erkrankung im Herbst 1779 beendete er seine Tätigkeiten am Bau des Kanals.